# Skamhed
Skamhed är en småort i Järna socken i Vansbro kommun i Dalarnas län. År 1990 avgränsades bebyggelsen i norra delen till en separat småort av SCB namnsatt till Skamhed (norra). Från 1995 ingår denna bebyggelsen i den gemensamma småorten Skamhed.
Gunde Svan är uppväxt och bosatt i Skamhed.